# Sibille Lenormand
Le Sibille Lenormand sono un mazzo di carte molto conosciuto e utilizzato in cartomanzia.

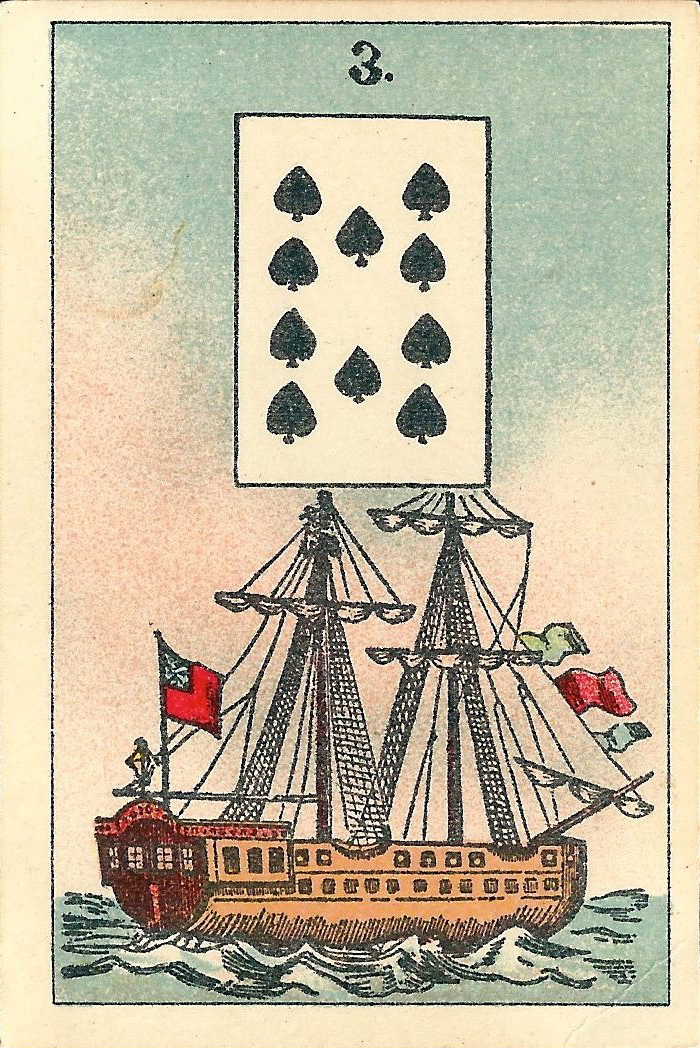
Carta n* 3 del mazzo Kipperkarten, 1890, il 10 di picche

## Storia
Marie Adélaide Lenormand (1768-1843) o “Mademoiselle Lenormand”, la più celebre cartomante del primo fiorire della cartomanzia storica a cavallo tra il XVIII e il XIX secolo, nei suoi discussi libri di memorie chiamava se stessa Sibilla o Sibilla di Saint Germain o Sibilla dei Salotti, intendendo con quest’ultimo appellativo riferirsi alla sua frequentazione dei ricevimenti nelle case di aristocratici e potenti fra i quali vantava (e forse talvolta millantava) conoscenze e amicizie. È certo però, che fu amica e confidente di Josephine de Beauharnais, prima moglie di Napoleone I . 
La sua fama fu grande anche se Eliphas Lévi (Alphonse Louis Constant, 1810-1875) pur riconoscendone le capacità di intuizione, ne stigmatizzò l’ignoranza e la presunzione spinte ai limiti del ridicolo e la descrisse così:
Per le sue predizioni, Mademoiselle Lenormand si serviva a suo dire delle comuni carte da picchetto (o carte francesi) e non (anche se li conosceva) dei Tarocchi che solo da qualche anno erano assurti all’empireo della  divinazione grazie alle “scoperte” di Antoine Court de Gébelin e del suo sodale de Mellet, nonché grazie alla rielaborazione iconografica e alla grande opera di divulgazione di Jean-Baptiste Alliette, meglio conosciuto con il suo pseudonimo: Etteilla, l’altro celeberrimo cartomante dell’epoca .
Certamente Mademoiselle Lenormand non utilizzava le Sibille e tantomeno può essere ritenuta la creatrice o l’ispiratrice del mazzo che porta oggi il suo nome.
Quest’ultimo non è che la riproduzione di un coevo giuoco di società “Il gioco della Speranza” (Das Spiel der Hoffnung) stampato nel 1798 da un imprenditore e produttore di giochi da tavolo di Norimberga, Johann Kaspar Hetchel (1771-1799) basato su disegni originali e con regole interpretative proprie.  Che “Il gioco della Speranza” sia il prototipo delle attuali Sibille è dimostrato dall’esemplare conservato al British Museum, datato appunto 1798; il mazzo, corredato da un manuale di istruzioni, fa parte della ricca collezione di carte da gioco lasciata al museo da Lady Charlotte Schreiber (1812-1895).
La connessione fra “Il gioco della Speranza” e le successive Sibille fu notata per la prima volta nel 1972 dagli studiosi Prof. Detlef Hoffmann e Erika Kroppenstedt in Wahrsagekarten: EinBeitrag zur Geschichte des Okkultismus.
Il giuoco ebbe una buona risonanza, soprattutto nei paesi di lingua tedesca, ma avrebbe raggiunto successo universale quando l’editore August Reiff lo riesumò nel 1845 per pubblicarlo col titolo di Sibille Lenormand sfruttando impunemente il nome, il titolo e la fama della insigne profetessa, morta da qualche anno. L'editore francese Grimaud nello stesso anno 1845, appropriandosi a sua volta del prestigio della donna, pubblicò un altro mazzo, di 56 carte, intitolandolo Grand Jeu de Mademoiselle Lenormand: si trattava di un mazzo con immagini astrologiche, mitologiche, alchemiche, cabalistiche, simboliche e botaniche talmente complesse che alcuni cartomanti lo usano limitandosi a interpretarne solo una parte. 
Vennero così a trovarsi  in commercio il mazzo Hetchel di 36 carte, ora nominato Petit Lenormand e quello di 54 carte, detto Grand Lenormand ma il secondo, troppo cerebrale, ebbe meno fortuna del primo e oggi, comunemente, le Sibille Lenormand coincidono con il mazzo di Hetchell. Hetchell, che non era un cartomante, aveva pensato di arricchire il suo gioco aggiungendo sulle carte anche due riquadri che riportavano l’uno le immagini del mazzo di tipo salisburghese, l’altro quelle delle carte francesi: in questo modo si otteneva un passatempo multifunzione, da usare a scelta per la divinazione spicciola o per giocare a carte. Reiff riprodusse sulle sue Sibille solo le carte francesi, ma questa associazione avrebbe creato un corto circuito divinatorio che ancora semina dubbi fra i cartomanti che le adoprano: dal punto di vista dell’interpretazione, i significati dell’uno e dell’altro mazzo spesso collidono, rendendo il responso contraddittorio, arbitrario e talvolta impossibile senza forzature (ad es. la carta n. 3, Il Battello, pur essendo eccezionalmente positiva, è associata al 10 di picche, dal significato quanto mai funesto). Questo inconveniente è stato spesso risolto inserendo nella cornice che solitamente ospitava la carta francese alcune semplici rime destinate a facilitare la memorizzazione dei significati, come nel celebre  Blu Owl Deck (così chiamato per il gufo blu che decora il retro delle carte) uno dei mazzi Lenormand tuttora più venduti, edito negli anni ’20 dalla US Games Systems, Inc.  
: 
L’uso di associare alle carte da divinazione ludica un “oracolo” in versi o in prosa non  è tuttavia recente ma risale verosimilmente, per quanto riguarda i mazzi da salotto, alla fine del XVIII sec. , sulla scorta dei giochi di società già ampiamente diffusi nei secoli precedenti.
Sotto l’aspetto iconografico, le Sibille Petit Lenormand sono corredate dalle ingenue simbologie ideate da Hetchell (il Cane rappresenta la fedeltà, le Civette la maldicenza, l’Ancora la sicurezza etc,) anche se vi sono mazzi moderni esteticamente raffinatissimi. Il nome Sibille viene oggi correntemente attribuito a mazzi prodotti per la divinazione spesso assai lontani dal modello originale.

## Struttura del mazzo
Simboli delle carte e corrispondenze col mazzo francese
- 1 Il Cavaliere - 9 di Cuori
- 2 Il Quadrifoglio - 6 di Quadri
- 3 Il Battello - 10 di Picche
- 4 La Casa - Re di Cuori
- 5 L’Albero - 7 di Cuori
- 6 Le nuvole - Re di Fiori
- 7 Il Serpente - Regina di Fiori
- 8 La Bara - 9 di Quadri
- 9 Il Bouquet - Regina di Picche
- 10 La Falce - Fante di Quadri
- 11 La Scopa e La Frusta - Fante di Fiori
- 12 Le Civette - 7 di Quadri
- 13 La Fanciulla - Fante di Picche
- 14 La Volpe - 9 di Fiori
- 15 L’Orso - 10 di Fiori
- 16 Le Stelle - 6 di Cuori
- 17 Le Cicogne - Regina di Cuori
- 18 Il Cane - 10 di Cuori
- 19 La Torre - 6 di Picche
- 20 Il Giardino - 8 di Picche
- 21 La Montagna - 8 di Fiori
- 22 Il Sentiero - Regina di Quadri
- 23 I Topi - 7 di Fiori
- 24 Il Cuore - Fante di Cuori
- 25 L’Anello - Asso di Fiori
- 26 Il Diario (Libro) - 10 di Quadri
- 27 La Lettera - 7 di Picche
- 28 Il Gentiluomo - Asso di Cuori
- 29 La Dama - Asso di Picche
- 30 Il Giglio - Re di Picche
- 31 Il Sole - Asso di Quadri
- 32 La Luna - 8 di Cuori
- 33 La Chiave - 8 di Quadri
- 34 I Pesci - Re di Quadri
- 35 L’Ancora - 9 di Picche
- 36 La Croce - 6 di Fiori

## In Germania
Sulla falsariga delle Sibille sarebbe stato creato in Germania, in tempi in cui tutto ciò che suonava francese appariva odioso per motivi politici, il mazzo detto Kipperkarten, ispirato alla figura dell’indovina Frau Susanne Kipper, anch’esso composto di 36 carte, con simbologie ispirate alle sibille o a fatti e figure della vita quotidiana, risalente al 1890 circa.

## In Italia
Dello stesso genere e databile intorno al 1860 è il mazzo di autore ignoto detto “Vera Sibilla Italiana” di 52 carte, pubblicato dalla ditta Solesio  di Genova, verosimilmente ispirato a un gioco di carte allegoriche (conosciuto anche come carte zigane o Biedermeier), con didascalie in cinque lingue fra cui l'italiano, edito dalla  ditta Piatnik a Vienna e anche a  Budapest.